# Rijksweg 11
Rijksweg 11 (N11) is een 21 kilometer lange rijksweg en autoweg in Nederland. De N11 verbindt de A4 in Leiden via Alphen aan den Rijn met de A12 bij Bodegraven.

## Uitvoering
Er zijn kruisingen met verkeerslichten bij de aansluiting met de A4, bij Zoeterwoude-Rijndijk en eenmaal bij Alphen aan den Rijn. Ongelijkvloerse aansluitingen zijn er voor de aansluiting op de N207, evenals bij Alphen aan den Rijn Zuid, Hazerswoude en tweemaal bij Bodegraven, waarna de N11 samenkomt met de A12. De gemeenten rondom de N11 lobbyen hard voor een complete A-status van de rijksweg; daarbij zouden de verkeersregelinstallaties bij Zoeterwoude en de Leidse Schouw in Alphen aan den Rijn moeten worden vervangen door ongelijkvloerse kruisingen.
De N11 maakt deel uit van de Ring Alphen aan den Rijn ten zuiden van Alphen aan den Rijn. Op dit deel gaat de N11 door het Alphen-aquaduct onder de Gouwe, en gaat daarbij ook onderdoor de spoorlijn Gouda - Alphen aan den Rijn en de N207. De gehele weg is 2×2 rijstroken breed.

## Aanleg

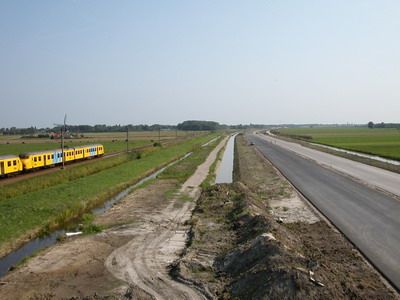
Aanleg van de N11 in 2003

De N11 tussen Zoeterwoude en Alphen aan den Rijn werd op 27 januari 2000 in gebruik gesteld. De weg had toen twee rijstroken per rijrichting. Deze situatie bleek strijdig met het toenmalige bestemmingsplannen, waarin de weg met slechts één strook per rijrichting was vermeld. Daarop is een hernieuwde besluitvormingsprocedure doorlopen met een nieuwe milieueffectrapportage en een tracébesluit.
Omdat de weg feitelijk niet mocht bestaan, werden de twee binnenste rijstroken tijdelijk met oranje paaltjes gesloten voor het autoverkeer. Dit zorgde voor verwarring en onbegrip bij weggebruikers. Hierdoor ontstonden gevaarlijke situaties als gevolg van riskante inhaalmanoeuvres. De minister van Verkeer en Waterstaat besloot daarop de onterecht aangelegde rijstroken toch in gebruik te nemen, totdat alle formele procedures opnieuw doorlopen waren.
Op 15 mei 2004 werd het gedeelte Bodegraven - Alphen aan den Rijn geopend als autoweg. Dit deel kwam in 2005 in het nieuws door verzakkingen in het wegdek ter hoogte van Bodegraven. Onduidelijk is nog of hierbij ook een treinaquaduct wordt aangelegd op het spoor tussen Leiden en Woerden. In de eerste plannen voorzag ProRail hier wel in.

## Aantal rijstroken
| Traject                          | Aantal rijstroken | Maximumsnelheid |
| -------------------------------- | ----------------- | --------------- |
| toerit A4 - knooppunt Bodegraven | 2×2               |                 |

## Trivia
Omstreeks 1999 fungeerde een nog niet opengesteld deel van de N11 als testvak van Rijkswaterstaat. Hierop vond een internationale demonstratie plaats van wegvoertuigen die zonder bestuurder konden rijden. Voorts werden er bestuurdersondersteunende systemen zoals adaptive cruise control getest.